# Thụ thể (hóa sinh)

1. Phối tử (hoặc là ligand)
2. Thụ thể (hoặc là receptor)
3. Phân tử tín hiệu nội bào
Đây là ví dụ các thụ thể màng.

Trong hóa sinh (biochemistry) và dược học (pharmacy), thụ thể là phân tử protein nằm trên màng của tế bào hay nằm trong tế bào chất của tế bào mà nhận những tín hiệu hóa học từ bên ngoài tế bào. Khi tín hiệu hóa học liên kết với thụ thể, thụ thể tạo đáp ứng tế bào/mô, chẳng hạn như thụ thể có thể thay đổi điện thể hoạt động của tế bào. Các phân tử tín hiệu gắn kết với thụ thể được gọi là các phối tử (ligand), có bản chất là một peptide hoặc các loại phân tử khác như chất dẫn truyền thần kinh, hormone, phân tử thuốc hoặc độc chất.

### Cơ chế:
-Khi có chất "phần tử tín hiệu" gắn lên một thụ thể, thụ thể đó sẽ biến đổi cấu hình. 
-Sau đó, thụ thể gây ra những đáp ứng tế bào theo hai hướng: + Thay đổi hoạt động hoặc chức năng của các enzim đặc hiệu hoặc các protein khác đã có sẵn trong tế bào.
+ Thay đổi lượng protein đặc hiệu mà tế bào sản xuất, phổ biến nhất là bằng cách biến đổi các yếu tố phiên mã gây kích thích hoặc ức chế sự biểu hiện gene. 